# Bahía de Valparaíso
La bahía de Valparaíso es una bahía natural del Océano Pacífico, Chile, localizada en la zona central de Chile. Es la bahía más poblada del país y en sus costas se ubican las comunas de Valparaíso, Viña del Mar y Concón, área costera del Area Metropolitana de Valparaíso.

## Historia
Antes de la llegada de los conquistadores españoles, tanto la costa como los valles eran habitados por picunches, quienes denominaban Alimapu (del mapudungún:  ‘tierra quemada’) a la bahía que se extiende entre Concón y Punta Ángeles, mientras que se llamaba Quintil (del mapudungún:  ‘lugar donde se boga’) al valle atravesado por el estero San Francisco (Plaza Echaurren).
En esta zona geográfica, los picunches se dedicaban a la pesca y la caza de lobos marinos, recursos que además podían comercializar con los valles del interior. Durante el periodo de dominación inca, la zona formó parte del Collasuyo, pasando a depender del lonco Tanjalonco, señor de los indios de Quillota y del curso inferior del río Aconcagua, quien fue investido como curaca del inca.
La bahía fue descubierta en 1536 por el capitán español Juan de Saavedra, quien llegó por tierra para ubicar alguna de las naves enviadas por Diego de Almagro en su expedición de conquista. Encontró la carabela Santiaguillo, fondeada en esta pequeña bahía, a la cual denominó Valparaíso en homenaje a su villa natal: Valparaíso de Arriba, en la provincia española de Cuenca.
En 1542, el conquistador Pedro de Valdivia eligió esta zona para establecer el puerto oficial de la recientemente fundada villa de Santiago. Al principio, solo fue el lugar de arribo para las naves procedentes del Virreinato del Perú; sin embargo, en 1559, comenzó a delinearse un esbozo de villa, partiendo de una capilla construida en el actual emplazamiento de la Iglesia de la Matriz.